# Abû Hayyân al-Tawhîdî
'Alî b. Muḥammad b. al-'Abbâs Abû Hayyân al-Tawḥîdî est un philosophe et essayiste arabe,,, ayant vécu au Xe  et au début du XIe siècle (v. 930-1023), considéré comme l'un des grands prosateurs de l'arabe classique.

## Biographie
Il naquit dans les années 920 ou 930, probablement à Bagdad, dans un milieu modeste. Son surnom al-Tawḥîdî viendrait du fait que son père vendait une sorte de datte appelée tawḥîd en arabe ; mais selon d'autres ce serait la marque de son adhésion au mutazilisme, les membres de ce courant s'appelant ahl al-tawḥîd wa-l-'adl (« les gens de l'unicité et de la justice »). Il devint vite orphelin, et fut confié à un oncle qui le maltraita. Il fit ses études à Bagdad, spécialement en arabe et dans les sciences islamiques (fiqh et hadith) ; il se forma au droit musulman auprès d'Abû Ḥamid al-Marvarrûḍî, maître de l'école chaféite (mort en 972). Il fréquenta aussi dans sa jeunesse des groupes soufis, notamment le mystique Ja'far al-Khuldî (mort en 959), lui-même disciple de Junayd. À une époque (à partir de 945) où Bagdad fut dominée par la dynastie des Bouyides (des Iraniens chi'ites), il resta lui-même sunnite.
Il entama ensuite une carrière de copiste (warrâq) et secrétaire. Il fit le pèlerinage de La Mecque en 963 avec un groupe de soufis. En 968, il se rendit à Ray où il devint secrétaire de Ṣâḥib b. 'Abbâd, futur vizir de l'émir Mu'ayyid ad-Dawla Buyah. Il était de retour à Bagdad en 971, et il y suivit alors les cours de philosophie aristotélicienne de Yahya ibn Adi. Peu après, il regagna Ray et se mit au service du vizir Abû al-Fath b. al-'Amîd, aux côtés notamment de Miskawayh, qu'il devait connaître depuis un moment déjà. Après l'exécution d'Abû al-Fath (976), il redevint secrétaire de Ṣâḥib b. 'Abbâd, alors vizir de l'émir régnant. En 980, aigrement brouillé avec son patron, il retourna à Bagdad, où régnait Adhud ad-Dawla Fanna Khusraw ; il y travailla d'abord dans un hôpital, puis fut recommandé auprès du vizir ami de la culture Ibn Sa'dan, qu'il servit jusqu'à son exécution en 985 (d'abord comme simple secrétaire, puis comme nadim, « convive »). Il s'agrégea alors aussi au fameux cercle philosophique et littéraire d'Abû Sulaymân al-Sijistânî, un homme qu'il avait déjà dû fréquenter auparavant, et dont il devint l'admirateur et le disciple. C'est essentiellement par ses écrits que nous connaissons l'activité du cercle.
Après la mort d'Ibn Sa'dan en 985, il semble ne plus avoir trouvé de place aussi gratifiante, et avoir souffert d'un manque de reconnaissance de son talent, à tel point qu'à la fin de sa vie il brûla ses propres livres dans un geste d'amertume. Il dédia un ouvrage à Abû l-Qâsim Modlijî, vizir de Samsam ad-Dawla Marzuban à Chiraz, et passa la fin de sa vie dans cette ville. On est sûr qu'il était encore en vie en 1009. Il serait mort en pauvre soufi à Chiraz en 1023, à plus de quatre-vingt-dix ans.

## Œuvre
Comme au IXe siècle al-Jahiz, son modèle, al-Tawhîdî est le grand prosateur en langue arabe de son époque. C'est lui qui, en grande partie, nous fait connaître les milieux cultivés qu'il a fréquentés. Le biographe Yâqût al-Rûmî l'appelle « le philosophe des hommes de lettres et l'homme de lettres des philosophes » (« faylasûf al-udabâ' wa-adîb al-falâsifa »). C'est un chroniqueur de ces milieux qui manifeste de grandes admirations (comme pour al-Sijistânî), mais aussi de grandes aigreurs, reflets souvent de ses frustrations (contre les vizirs de Ray, alors qu'il ne parle qu'en bien d'Ibn Sa'dan, ou contre Miskawayh ou Ibn Zura, qu'il déteste). Sa réputation d'auteur après sa mort a souffert de sa double association au mutazilisme et au soufisme, qui l'a fait souvent accuser par des musulmans conformistes d'incroyance (kufr), d'hérésie (zandaqa) et d'athéisme (ta'ṭil). Joel L. Kraemer qualifie ses positions de « philosophico-mystiques », attiré qu'il était à la fois par le soufisme et par l'aristotélisme néoplatonisant du cercle d'al-Sijistânî, et partageant les idées de ce dernier (contre les mutazilites) sur la séparation entre philosophie et religion. C'est en tout cas une personnalité très complexe.
Les œuvres conservées d'al-Tawhîdî couvrent plus de cinq mille pages imprimées. 
- Al-Baṣâ'ir wa-l-dhakhâ'ir (Aperçus et trésors), son premier grand ouvrage, composé entre 961 et 975, une anthologie en dix volumes sur différents sujets littéraires (Édition critique : Wadad al-Qadi, Beyrouth, Dâr Ṣâdir, 1988, puis 1991, puis 2000).
- Al-Muqâbasât (les Conversations), cent-six discussions philosophiques dans le cercle d'al-Sijistânî (Édition : 'Abd al-Amîr A'sam, Abû Ḥayyân al-Tawḥîdî fî Kitâb al-Muqâbasât, Beyrouth, Dâr al-Andalus, 1980).
- Al-Imtâ' wa-l-mu'ânasa (Plaisir et convivialité), trente-sept discussions philosophiques et littéraires (« nuits ») chez le vizir Ibn Sa'dan, ouvrage souvent surnommé « les Mille-et-Une Nuits philosophiques » (Édition : Ahmad Amine et Ahmad al-Zayn, 3 volumes, Le Caire, 1939-44, puis 1953).
- Al-Hawâmil wa-l-shawâmil (Examens et brèves réponses), texte dialogué sur des sujets variés écrit avec Miskawayh.
- Risâlat al-ḥayâh (Traité sur la vie) (traduction française et commentaire par Claude Audebert, Bulletin d'études orientales XVIII, Institut français d'études arabes de Damas, 1963-64).
- Al-Risâlah fî l-'ulûm (Traité sur les sciences) (traduction française et analyse par Marc Bergé, Bulletin d'études orientales XVIII, IFEAD, 1963-64, p. 241-301).
- Al-Ṣadâqah wa-l-ṣadiq (Sur l'amitié et les amis) (Marc Bergé, Une anthologie sur l'amitié d'Abu Hayyan al-Tawhidi, Bulletin d'études orientales XVIII, IFEAD, 1963-64, p. 15-59).
- Akhlâq al-wazîrayn (Caractères des deux vizirs), satire virulente écrite en 980 après sa rupture avec Ṣâḥib b. 'Abbâd (traduction française par Frédéric Lagrange sous le titre La Satire des deux vizirs ; « l'un des portraits-charges les plus virulents et les plus savoureux de la littérature arabe classique », où la verdeur et la crudité des propos laissent pantois).
- Riwâyat al-Saqîfah (Discussion sur l'imamat[11]), conversation tenue chez son maître le juriste al-Marvarrûdî.
- Al-Risâlah ilâ l-qâḍî Abî Sahl (Lettre au qadi Abû Sahl).
- Taqrîẓ al-Jâḥiẓ (Éloge d'al-Jahiz).
- Risâlah fî 'ilm al-kitâbah (Traité de calligraphie).
- Al-Ishârât al-ilâhiyyah (les Directives divines), traité de mystique.